# Баневурово (станция)
В Приморском крае в Уссурийском городском округе также есть село Баневурово.
В Приморском крае в Партизанском городском округе есть станция Партизан Дальневосточной железной дороги.
Баневу́рово — станция Дальневосточной железной дороги в Приморском крае. Относится к Владивостокскому отделению.
До 1972 года носила наименование станция Партизан, переименована в честь Виталия Баневура, героя Гражданской войны на Дальнем Востоке.
Главный ход Транссиба (на Хабаровск и Владивосток) электрифицирован переменным током 25 кВ (1963 год).
На станции останавливаются все пригородные электропоезда и часть пассажирских поездов. Скорые поезда проходят станцию без остановки. Локомотивное депо на станции отсутствует.
Населённый пункт при станции сохранил название Партизан, входит в Уссурийский городской округ.